# Demodex cati
Demodex cati är en spindeldjursart som beskrevs av Hirst 1919. Demodex cati ingår i släktet Demodex och familjen Demodecidae. Inga underarter finns listade i Catalogue of Life.